# Halo (cómic)
Halo es una superheroína que aparece en los cómics publicados por DC Comics. Apareció por primera vez en una inserción especial en The Brave and the Bold #200 (julio de 1983) y fue creada por Mike W. Barr y Jim Aparo.
El origen del personaje implica posesión espiritual. Un ser extraterrestre se apoderó del cuerpo de una mujer recientemente asesinada y la resucitó. Halo inicialmente sufría de amnesia, sin tener acceso a los recuerdos ni del alienígena ni del anfitrión humano.

## Historial de publicaciones
Halo apareció por primera vez en The Brave and the Bold #200 y fue creado por Mike W. Barr y Jim Aparo.

## Biografía ficticia
Halo es una gestalt de una mujer humana llamada Violet Harper y un Aurakle, un antiguo ser de energía que se asemeja a una esfera de luz iridiscente. La especie Aurakle surgió de la Fuente hace miles de millones de años en el amanecer de los tiempos. Cuando la sociópata Violet Harper fue asesinada por Syonide, un operativo de los 100 y Tobias Whale, el Aurakle, que la había estado observando por curiosidad, fue absorbido por el cuerpo recién vacante, reanimando el cuerpo fallecido. El impacto de la muerte y la resurrección indujo una profunda pérdida de memoria en la nueva entidad combinada. Posteriormente fue encontrada y reclutada por Batman para servir como miembro de los Forasteros. En un incidente temprano, Halo obtiene acceso a los recuerdos del longevo Aurakle y se emociona por la tendencia de los seres humanos a matarse unos a otros. Más tarde, Halo tiene que lidiar con las consecuencias de las acciones anteriores de su cuerpo, que requirieron la ayuda del equipo de Forasteros para resolver.
La joven Halo es inicialmente la pupila legal de su amiga y compañera de equipo de los Forasteros, Katana. Durante su paso por los Forasteros, gana un amigo en el nuevo miembro Windfall.

### Muerte
Halo murió, por así decirlo, en un incidente muy posterior. Después de que el equipo fue incriminado por el asesinato de la reina de Markovia, que fue causado por Roderick y sus fuerzas de vampiros, se vieron obligados a huir. La malvada exesposa de Tecnócrata, Marissa Barron, contrata a un viejo socio llamado Ryer que cree que Technocrat lo había abandonado en Markovia. Como el cyborg Sanction, casi mata a los Forasteros en Suiza. Más tarde, en Gotham City, ataca de nuevo, matando tanto a Marissa como a Halo. Al igual que con Violet Harper, la esencia de Halo es absorbida por el cuerpo de Marissa, reanimándola.
Durante un intento de los Forasteros de crear una nueva sede, otros Aurakles regresarían para reclamar a Halo. Más tarde, Halo entablaría una relación con Sebastián Fausto, un compañero Forastero en el que no confiaban muchos en el equipo. Todo el equipo finalmente es absuelto de irregularidades. Halo luego regresa a Markovia. Allí ayuda a combatir un portal al Infierno que se abrió como parte del incidente del Día del Juicio Final.

### Otras aventuras
Más tarde, Halo vuelve a aparecer en el cuerpo de su anfitrión original, Violet Harper, por medios inexplicables.
Durante la Crisis infinita, se abren prisiones de supervillanos en todo el mundo mientras sus respectivos guardianes son atacados y chantajeados. Halo es parte de un equipo improvisado de héroes que luchan contra una fuga en la prisión de Alcatraz en San Francisco. Más tarde se une a la Batalla de Metrópolis, que tiene lugar en el número 7, y ayuda a otros héroes a proteger la ciudad de un ejército de supervillanos empeñados en destruirla.
Poco después de los eventos de la crisis, ayuda a un equipo de astronautas en una estación espacial en busca de héroes desaparecidos en acción. Ella detecta rastros de radiación Zeta, un signo de Adam Strange, uno de los muchos desaparecidos.
Ella es parte de otra batalla de varios héroes, esta vez contra el asesino Black Adam. Esta tiene lugar en suelo chino, durante la serie limitada La Tercera Guerra Mundial.
Hace otra breve aparición en Action Comics #843. Ella es parte de decenas de seres superpoderosos que luchan por liberarse de las naves prisión del "Subastador".
En Batman and the Outsiders Special (febrero de 2009), Halo es uno de los héroes a los que Alfred se acercó para formar un nuevo equipo de Outsiders. Ella acepta en Outsiders vol. 4, #15 y reforma el equipo con los miembros originales Katana, Geo-Fuerza, Black Lightning y Metamorpho, junto con los nuevos miembros Owlman y Creeper.

### Blackest Night
Durante una misión de recuperación con los Forasteros, Halo, junto con Creeper y Katana, se enfrentan a la familia recientemente resucitada de Katana. Bajo el control de sus anillos Black Lantern, atacan a Katana y Halo, y Creeper se despacha fácilmente; se retira al bosque para obtener ayuda de su prisionero, Killer Croc. Mientras Katana lucha contra su marido, Halo se ve obligado a luchar contra los hijos de Katana. Aunque sus poderes basados en la luz resultan ineficaces al principio, Violet libera más poder que nunca para salvar a sus compañeros de equipo, cuyas habilidades no tienen efecto a largo plazo en los Lanterns. Finalmente, logra destruir los anillos de Black Lantern y va a ayudar al resto de su equipo que también está bajo ataque.
De vuelta en su cuartel general, el resto de los Forasteros se enfrentan a una Terra recién resucitada y son superados irremediablemente hasta que interviene Halo. Con gran esfuerzo, logra separar a Terra de su anillo y destruirlo mientras Geo-Fuerza convierte el cuerpo de Terra en piedra para evitar que regrese. Violet, sin embargo, parece dispersarse en la luz, siendo sus últimas palabras que la (luz) la está llamando. Posteriormente, Halo regresa a la Tierra.

### Batman Incorporated
Más tarde, Halo es seleccionada como miembro de un nuevo equipo de Forasteros, dirigido por Red Robin y financiado por Batman Incorporated. Halo y sus compañeros de equipo se infiltran en un satélite que se dice que está dirigido por la malvada organización Leviatán, pero se revela que es una trampa tendida por Lord Death Man y Talia al Ghul. El satélite es destruido en una explosión masiva, por lo que no está claro si Halo y los demás sobrevivieron.
En el reinicio de The New 52 de la continuidad de DC, Halo y los Outsiders sobrevivieron a la explosión, pero se asumió que estaban muertos. Ahora trabajan como parte del Club de los Héroes Muertos, un grupo de héroes que se aprovechan de su estado legalmente fallecido para realizar misiones encubiertas para Batman.
En una serie posterior, Halo se muestra una vez más como muy ingenuo, recién rescatado de un incidente en Markovia. Ella está bajo el cuidado de Katana. El gobierno cree que Halo es simplemente una niña, sin darse cuenta de su origen y poderes extraterrestres.

## Poderes y habilidades
Halo tiene la capacidad de volar y crear auras de los siete colores conocidos del arcoíris a su alrededor, llamados halos, que tienen diferentes efectos:
- Violeta: Habilidades de autocuración y resurrección, y puede producir efectos mentales de empoderamiento que pueden darle a la conciencia de su cuerpo anterior el control de su cuerpo compartido.
- Indigo: Rayo tractor.
- Azul:  Duplicarse a sí misma y a los objetos en varias copias holográficas.
- Verde: Produce rayos de estasis que se detienen para detener y manipular a los enemigos.
- Amarillo: Rayos de luz amarilla de las manos que pueden aturdir o cegar a los enemigos.
- Naranja: Explosiones de conmoción.
- Rojo: Crea un fuerte escudo de energía, levitación y produce rayos de calor destructivos para derretir o quemar a los enemigos.
- Blanco: Emite una luz blanca cegadora que es lo suficientemente fuerte como para superar las sombras y las energías oscuras.

Los halos proporcionan una medida de defensa contra efectos similares dirigidos contra ella. Por ejemplo, su halo verde de estasis la protegió de ser inmovilizada por el gas helado del Cryonic Man, y su halo naranja de conmoción puede repeler ataques físicos.
Halo puede alternar entre su disfraz y ropa de civil al instante. Esta transición va acompañada de un aura de color principalmente negro con manchas blancas de luz.
La negación del espectro de colores anulará los poderes de Halo; el universo DC tiene muchos villanos con tales habilidades.
En la década de 1990, se demostró que si se destruye su cuerpo humano, Aurakle puede fusionarse con otro humano fallecido recientemente.
Durante Blackest Night, los poderes de Violet demostraron ser muy efectivos, lo que le permitió destruir Black Lanterns y sus anillos, una hazaña generalmente reservada solo para los portadores de los diversos Lantern Corps y los usuarios del poder Dove.

## Otras versiones
La serie JLA: Another Nail de Elseworlds contiene un Halo alternativo, como una mujer negra; su nombre real y sus antecedentes no se revelan.

## En otros medios

### Televisión
- Halo aparece en el adelanto del episodio de Batman: The Brave and the Bold, "Requiem for a Scarlet Speedster!", como miembro de los Forasteros.
- Halo aparece en Young Justice,[13] con la voz de Zehra Fazal.[14] Presentada en la tercera temporada, Outsiders, esta versión es el producto del espíritu de una Caja Madre diseccionada que revive el cuerpo de Gabrielle Daou, una refugiada de Quraci que fue secuestrada por traficantes de metahumanos, utilizada como sujeto de prueba para estimular su "meta-gen" y sacrificada por Helga Jace cuando dio negativo para el gen. Tras su despertar, despertaron como una "pizarra en blanco", con rastros menores de la personalidad y los recuerdos de Daou, así como un acceso fugaz al conocimiento de la Caja Madre y algunos de sus poderes. Ellos son rescatados poco después por Tigresa, quien los apoda "Halo" y con quién vivirían antes de unirse al equipo de Nightwing, quien los ayuda a descubrir quiénes y qué son y la amplia gama de habilidades que tienen. También se llaman a sí mismas "Violet Harper", viéndose a sí mismas como una nueva individua, entablan una relación con Brion Markov y se hacen amigas de Harper Row. Sin embargo, Jace se aprovecha de la amnesia de Halo al afirmar que se están muriendo por abusar de su aura violeta antes de que Abuela Bondad secuestre a Halo, quien descubre que pueden acceder a la Fuente sin ninguna de las salvaguardas que Metrón incorporó en las Cajas Madre y Padre. Halo se pone bajo control mental y se ve obligada a crear la Ecuación Anti-Vida para poner el universo bajo el control de Darkseid, pero Victor Stone rescata a Halo, lo que les permite salvar el universo. Posteriormente, Halo rompe con Markov después de que Zviad Baazovi lo manipula en secreto para que mate a su tío Baron Bedlam. En la cuarta temporada, Young Justice: Phantoms, Halo considera convertirse al Islam ya que la fe de Daou era importante para ella, comienza a identificarse como no binaria y comienza a reconsiderar sus sentimientos hacia Markov y Row. A partir del final de la cuarta temporada, Violet y Row han entablado una relación. Esta versión de las habilidades de Halo son las siguientes:
  - Violeta:  Sanación y autorresurrección pasiva.
  - Indigo: Generación de boom-tube.
  - Azul: Una luz cegadoramente brillante.
  - Verde: Hologramas.
  - Amarillo: Explosiones de energía de conmoción que también pueden cortar objetos si se disparan con un movimiento de corte.
  - Naranja: Vuelo.
  - Rojo: Generación de campo de fuerza.
  - Arcoíris: Todos los poderes disponibles más la curación de la Ecuación Anti-Vida.

### Cine
Una versión del universo alternativo de Halo llamada Aurora aparece en Justice League: Crisis on Two Earths como un miembro menor del Sindicato del Crimen de América cuyos poderes funcionan de manera similar a los de Green Lantern.